# İtirazım Var
Itirazım Var (zu deutsch: „Ich widerspreche/Ich habe einen Einwand“) ist ein türkisches Liebesdrama aus dem Jahre 1981. In dem Film Itirazım Var spielt der türkische Schauspieler und Sänger Müslüm Gürses einen reichen Sänger, der später die Tochter eines Spielsüchtigen liebt. Die Drehorte befanden sich überwiegend in Istanbul, Türkei.

## Handlung
Der spielsüchtige Selim sieht für sich keine Lösung mehr im Leben und begeht Selbstmord. Er schreibt Müslüm Gürses einen Brief, in dem steht, dass er ihm seine Tochter anvertraut und ihm die Aufgabe gibt, ihr den Vater zu ersetzen. Er solle der Tochter berichten, was er für ein ehrenloser Vater ohne Stolz er gewesen sei, der seine Tochter aufgrund der Spielsucht vernachlässigte. Gülcan, Selims Tochter, lebt nun nach dem Tod ihres Vaters bei Müslüm und dessen Mutter im Haus und geht weiter zur Schule. Nach einiger Zeit verspürt Müslüm Gefühle für Gülcan und versucht diese Gefühle zu verdrängen. Gülcan, die einen anderen liebt, sieht Müslüm Gürses nur als ihren Onkel an, unterbewusst akzeptiert Müslüm dies nicht.
Nachdem Müslüm Gülcan mit ihrem Liebhaber sieht, einem Mann namens Osman, erzählt er ihr, dass ihr Vater Selim sich ihretwegen getötet hat, um ihr ein schlechtes Gewissen zu machen. Gülcan will die türkisch traditionellen Sitten nicht übergehen und schickt ihren Liebhaber Osman zu Müslüm, damit Osman um ihre Hand bitten kann und mit ihm die Zukunftspläne bespricht. Müslüm lehnt die Verbindung ab. Anschließend hetzt er seine Leute auf Osman, die ihn schlagen und fordern, er solle sich von Gülcan fernhalten. Osman lässt sich vorerst nicht mehr blicken. Müslüm beschenkt Gülcan reich, damit sie glücklicher wird und Osman vergisst. Eines Tages sieht Osman sie mit Müslüm und hegt den Verdacht, dass die beiden eine Beziehung führen. Doch Gülcan versucht immer wieder mit Osman in Verbindung zu treten, was aber jedes Mal misslingt. Eines Tages hilft Gülcan Müslüms Mutter die Jacken für die Reinigung auszusortieren, sie greift in Müslüm Gürses Jackentasche und findet ein Taschentuch mit ihren Haaren. Nach einiger Zeit wird ihr klar, dass Müslüm Gürses sie nicht nur als Nichte sieht.

## Musik im Film
- Müslüm Gürses - Umut Yoksulun Ekmeği (Text / Musik: Orhan Akdeniz) - (Song von Album „Klasikleri 1“)
- Müslüm Gürses - Öyle Dünya İsterim Ki (Text / Musik: Orhan Akdeniz) - (Song von Album „Klasikleri 1“)
- Müslüm Gürses - İtirazım Var (Text: I.Behlül Bektaş / Musik: Rıfat Şanlıel) - (Song von Album „Klasikleri 1“ & „Mutlu Ol Yeter“)
- Müslüm Gürses - Mutlu Ol Yeter (Text: Tahir Peker / Musik: Burhan Bayar) - (Song von Album „Mutlu Ol Yeter“)
- Müslüm Gürses - Dalgalandım (Text / Musik: Rüştü Demirci) - (Song von Album „Mutlu Ol Yeter“)
- Müslüm Gürses - Intizar / Ölürsem Kabrime Gelme (Text / Musik: Unbekannt) - (Song vom Album „Umutsuz Hayat“)